# Uschomyr

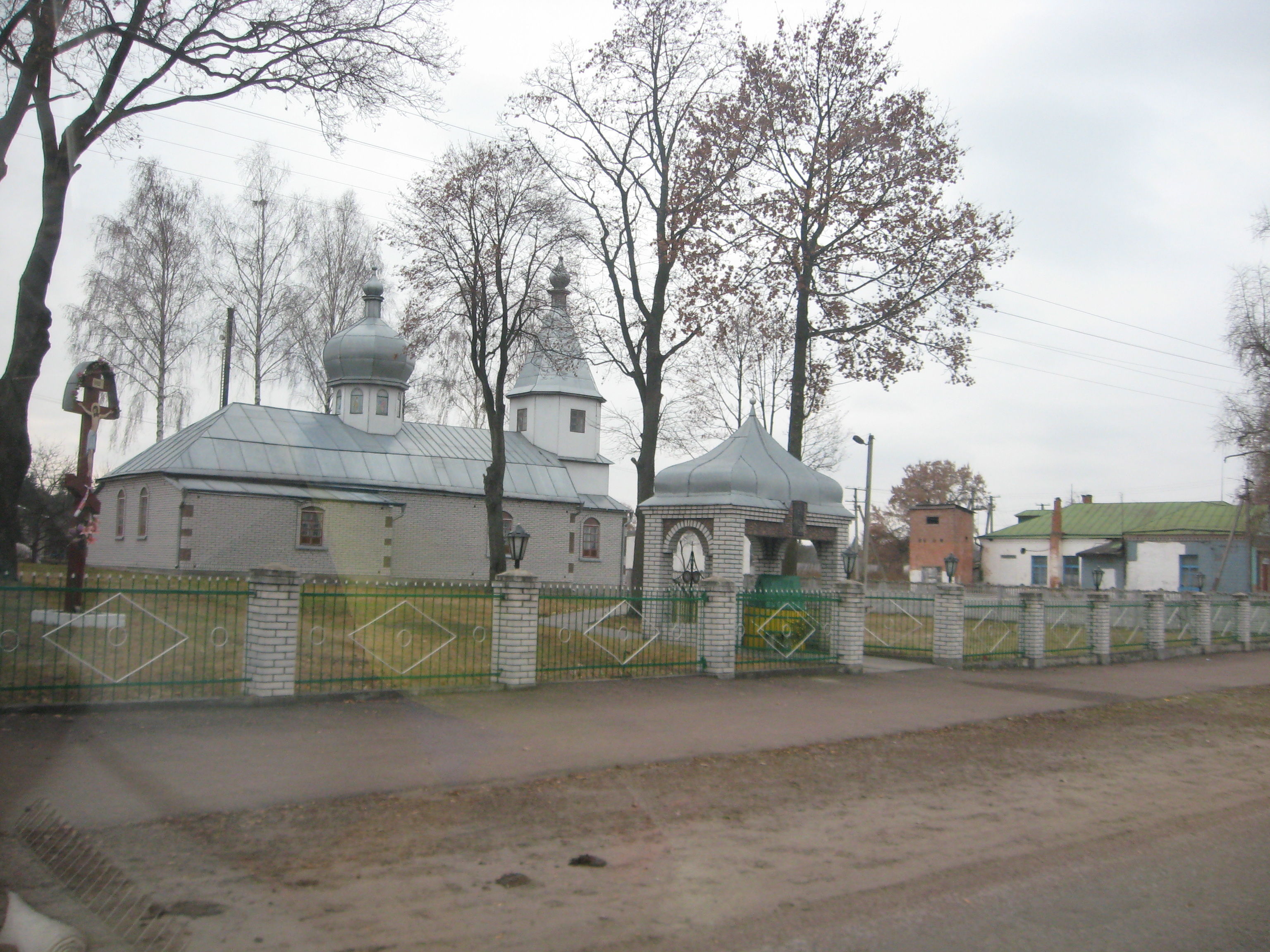
Kirche im Dorf

Uschomyr (ukrainisch Ушомир; russisch Ушомир Uschomir, polnisch Uszomierz) ist ein Dorf in der ukrainischen Oblast Schytomyr mit etwa 800 Einwohnern (2024).
Die 1683 erstmals erwähnte Ortschaft  liegt im Rajon Korosten am Ufer des Usch, einem rechten Nebenfluss des Prypjat. Das Rajonzentrum Korosten liegt 18 km nordöstlich und das Oblastzentrum Schytomyr 84 km südlich vom Dorf. Im Dorf gibt es einen Tierpark.

## Verwaltungsgliederung
Am 28. Juli 2016 wurde das Dorf zum Zentrum der neugegründeten Landgemeinde Uschomyr (ukrainisch Ушомирська сільська громада/Uschomyrska silska hromada), zu dieser zählten auch noch die 24 in der untenstehenden Tabelle aufgelisteten Dörfer sowie die 2 Ansiedlungen Brody und Nowa Uschyzja, bis dahin bildete es zusammen mit den Dörfern Beresnewe, Kowbaschtschyna, Puhatschiwka, Rudnja-Uschomyrska, Sadybne, Santarka, Saritschtschja und Strumok die gleichnamige Landratsgemeinde Uschomyr (Ушомирська сільська рада/Uschomyrska silska rada) im Südwesten des Rajons Korosten.
Am 4. Dezember 2018 kamen noch die Dörfer Biloschyzi, Chodatschky, Iwaniwka, Kowaliwschtschyna, Lissiwschtschyna, Lissobuda, Mojssijiwka, Rosiwka und Wesseliwka zum Gemeindegebiet, am 12. Juni 2020 dann noch die Dörfer Bilka, Kamjana Hora, Kropywnja, Nowyna, Oleksandriwka, Rudnja, Rudnja-Bilkiwska, Sarubynka, Stawyschtsche und Suschky.
Folgende Orte sind neben dem Hauptort Uschomyr Teil der Gemeinde:
| Name                           | Name                | Name                                            |
| ukrainisch transkribiert       | ukrainisch          | russisch                                        |
| ------------------------------ | ------------------- | ----------------------------------------------- |
| Beresnewe                      | Березневе           | Березневое (Beresnewoje)                        |
| Bilka                          | Білка               | Белка (Belka)                                   |
| Biloschyzi                     | Білошиці            | Белошицы (Beloschizy)                           |
| Bondariwka                     | Бондарівка          | Бондаревка (Bondarewka)                         |
| Brody                          | Броди               | Броды                                           |
| Chodatschky                    | Ходачки             | Ходачки (Chodatschki)                           |
| Huljanka                       | Гулянка             | Гулянка (Guljanka)                              |
| Iwaniwka                       | Іванівка            | Ивановка (Iwanowka)                             |
| Kamjana Hora                   | Кам'яна Гора        | Каменная Гора (Kamennaja Gora)                  |
| Kalyniwka                      | Калинівка           | Калиновка (Kalinowka)                           |
| Kowaliwschtschyna              | Ковалівщина         | Коваливщина (Kowaliwschtschina)                 |
| Krasnohirka                    | Красногірка         | Красногорка (Krasnogorka)                       |
| Kropywnja                      | Кропивня            | Крапивня (Krapiwnja)                            |
| Kowbaschtschyna                | Ковалівщина         | Колбащина (Kolbaschtschina)                     |
| Kupyschtsche                   | Купище              | Купище (Kupischtsche)                           |
| Lissobuda                      | Лісобуда            | Лесобуда (Lessobuda)                            |
| Mojssijiwka                    | Мойсіївка           | Мойсеевка (Moissejewka)                         |
| Moschkiwka                     | Мошківка            | Мошковка (Moschkiwka)                           |
| Lissiwschtschyna               | Лісівщина           | Лесовщина (Lessowschtschina)                    |
| Nowa Uschyzja                  | Нова Ушиця          | Новая Ушица (Nowaja Uschiza)                    |
| Nowyna                         | Новина              | Новина (Nowina)                                 |
| Oleksandriwka                  | Олександрівка       | Александровка (Aleksandrowka)                   |
| Ochotiwka                      | Охотівка            | Охотовка (Ochotowka)                            |
| Perschotrawnewe                | Першотравневе       | Першотравневое (Perschotrawnewoje)              |
| Poliske                        | Поліське            | Полесское (Polesskoje)                          |
| Puhatschiwka                   | Пугачівка           | Пугачёвка (Pugatschjowka)                       |
| Rosiwka                        | Розівка             | Розовка (Rosowka)                               |
| Rudnja                         | Рудня               | Рудня                                           |
| Rudnja                         | Рудня               | Рудня                                           |
| Rudnja-Bilkiwska               | Рудня-Білківська    | Рудня-Белковская (Rudnja-Belkowskaja)           |
| Rudnja-Uschomyrska             | Рудня-Ушомирська    | Рудня-Ушомирская (Rudnja-Uschomirskaja)         |
| Ryschawka                      | Ришавка             | Рышавка                                         |
| Sadybne                        | Садибне             | Садыбное (Sadybnoje)                            |
| Santarka                       | Сантарка            | Сантарка                                        |
| Saritschtschja                 | Заріччя             | Заречье (Saretschje)                            |
| Sarubynka                      | Зарубинка           | Зарубинка (Sarubinka)                           |
| Schabtsche                     | Жабче               | Жабче                                           |
| Stawyschtsche                  | Ставище             | Ставище (Stawischtsche)                         |
| Strumok                        | Струмок             | Струмок                                         |
| Suschky                        | Сушки               | Сушки (Suschki)                                 |
| Uschyzja                       | Ушиця               | Ушица (Uschiza)                                 |
| Welen                          | Велень              | Велень                                          |
| Wesseliwka                     | Веселівка           | Веселовка (Wesselowka)                          |
| Wyschnewe (bis 2016 Radjanske) | Вишневе (Радянське) | Вишнёвое (Wischnjowoje)/Радянское (Radjanskoje) |

## Persönlichkeiten
- Menachem Kipnis (1878–1942), polnischer Künstler und Journalist
- Levin Kipnis (1894–1990), israelischer Kinderbuchautor
- Wassili Trochimtschuk (1949–1998), sowjetisch-russischer Bildhauer
- Wiktor Trochymtschuk (Віктор Васильович Трохимчук; * 1955), ukrainischer pharmazeutischer Wissenschaftler